# Dmitri Flis
Pour les articles homonymes, voir Flis.
Dmitri Flis (en russe : Дмитрий Флис), né le 22 octobre 1984 à Sovetsk dans la République socialiste fédérative soviétique de Russie (Union soviétique), est un joueur russe naturalisé espagnol de basket-ball. Il évolue au poste d'ailier fort.

## Palmarès

### National
- Vainqueur de la Coupe du Roi en 2008 avec le Joventut Badalona.

### International
- Vainqueur de la FIBA EuroCup en 2006 avec le Joventut Badalona.
- Vainqueur de la Coupe ULEB en 2008 avec le Joventut Badalona.